# Madonna col Bambino in gloria con le sante Caterina, Lucia, Cecilia, Barbara e Agnese
La Madonna col Bambino in gloria con le sante Caterina, Lucia, Cecilia, Barbara e Agnese è un dipinto a olio su tela (288×193 cm) del Moretto, datato 1540 e conservato nella chiesa di San Giorgio in Braida a Verona, nell'altare sotto l'organo.
L'opera testimonia le tipologie e le modalità di trattazione del Moretto del personaggio femminile, incentrato su forme delicate e morbide in contrasto con la donna netta e slanciata proposta dal manierismo incalzante. A ciò si accompagna la ripresa di valori tardo gotici, mediati soprattutto dall'aggiornamento dello schema della tavola centrale del polittico di sant'Orsola, opera quattrocentesca di Antonio Vivarini.

## Storia
La pala viene dipinta su commissione dei Canonici del monastero di San Giorgio Maggiore nel 1540 e si trova ancora nel luogo dell'originaria collocazione. Il dipinto è poi ricordato per la prima volta da Carlo Ridolfi nel 1648 e concordemente dalla letteratura artistica locale successiva, sebbene talvolta con imprecise notizie di collocazione.

## Descrizione
La figurazione è divisa in due metà: nella zona superiore è presente, assisa sulle nubi, la Madonna con in grembo il Bambino Gesù, con un largo manto aperto ai lati e sorretto da angioletti. Nella metà inferiore, invece, sono disposte, da sinistra a destra, santa Caterina d'Alessandria, santa Lucia, santa Cecilia, santa Barbara e sant'Agnese, ognuna caratterizzata dagli attributi iconografici tradizionali, in conversazione tra loro o in contemplazione della Madonna.
Sullo sfondo si vede un cielo rigato da nubi, mentre brani di architetture in rovina si scorgono a fianco del gruppo di sante, ai margini della tela. Sulla ruota dentata di santa Caterina, nell'angolo in basso a sinistra, è dipinto un cartello con la data e la firma dell'autore: «ALEXANDER MORETTVS / BRIX:F. / M.D.XL.».

## Stile
Joseph Archer Crowe e Giovanni Battista Cavalcaselle, nel 1871, suppongono una discrepanza tra la data e lo stile generale dell'opera, che secondo i critici, sarebbe caratteristico della produzione precedente. Stefano Fenaroli, nel 1875, si sofferma piuttosto sulla «mirabile fluidità di contorni ed eleganza di forme», mentre Gustavo Frizzoni, nel medesimo anno, vi trova «figure di espressione calma e devota e nello stesso tempo umanamente belle e graziose, quanto mai si può dire, mentre l'opera intera mostra un magistero di tinte delicate e finemente armonizzate quale si riscontra nelle opere più felici del Bonvicino». La critica successiva si limita invece a brevi cenni, compreso Pietro Da Ponte che, nel 1898, non va oltre il giudizio di «dipinto bellissimo».
Adolfo Venturi, nel 1929, si dissocia dalle lodi dei commentatori precedenti e nota nel dipinto difficoltà e disarticolazione: «il Moretto trova difficoltà a disporre le sante; e ricorre a far poggiare un piede di santa Cecilia più su dell'altro, secondo una positura a lui consueta e a volgere due figure di martiri una quasi di fronte, una quasi da tergo; altre due seggono a destra e a sinistra nel davanti, senza che risulti dalle vaghe donzelle una corona, e lo spazio sia composto, intrecciato, unito. In alto poi, il Moretto, sciorinando drappi e il manto della Vergine, cerca di riempire i vuoti, non di trovare un partito decorativo non di ripiego». Il Venturi giudica invece ottimamente le delicate cromie, ricche di alternanza tra sfumature dorate e argentine con prevalenza di queste ultime, lodando poi «l'anima mite di Agnese che carezza l'agnellino». Conclude poi analizzando le analogie con Raffaello, trovandoli ad esempio tra santa Cecilia e l'omonimo soggetto raffaellesco dell'Estasi di santa Cecilia, dove però il Moretto «non ha rinunciato a darle quella tenerezza, quella dolcezza cerchiata di malinconia del tipo femminile lombardo, che l'Urbinate, fattosi romano e scultorio, faceva tacere acuendo la divina ispirazione della Santa. Moretto ha voluto comporre le sue regine di bontà e d'amore con i fiori della bellezza lombarda». Rathe, nel 1941, segnala alla critica una stampa di Marcantonio Raimondi raffigurante l'Estasi di Santa Cecilia che, probabilmente, servì da base al Moretto per eseguire la sua figura nella pala di Verona, facendo comunque notare la differenza di espressione tra le due figure e concordando quindi con il precedente parere del Venturi.
Nell'analisi di György Gombosi del 1943, il dipinto viene collocato al centro dell'interesse del Moretto per l'immagine femminile, con tutti i relativi fenomeni formali ed emozionali. «Cinque corpi di donna», scrive il Gombosi, «sono qui riuniti in una composizione, in un fluttuante e circolante ritmo di morbidi contrapposti. I rotondi "scaricamenti" dei fianchi, delle membra, la posizione rilassata del corpo, il concludersi dei movimenti in una rassicurante ed armonica espressione di "occhio in occhio", sono gli stessi elementi che si trovavano nella pala di Sant'Eufemia dodici o quindici anni prima. Soltanto la pienezza dei corpi è ora anche più grande, la carica sensuale ancora più matura e più calda». Il critico cita poi, come ulteriore tappa di questo percorso, le Sante Lucia, Cecilia, Barbara, Agata e Agnese, pala eseguita negli anni successivi per la chiesa di San Clemente a Brescia. Il discorso del Gombosi, comunque, mira a dimostrare come l'accentuazione della forma femminile di rotondità e morbidezza, propria dell'arte veneziana, riveli il rifiuto del Moretto di accettare la forma femminile manierista, eccessivamente slanciata e irreale nelle proporzioni.
I valori formali sono studiati con attenzione nello studio di Avena del 1947, che osserva come la tela «fu indubbiamente una nota nuova nel colorismo veronese» e ne valuta l'importanza che ebbe nell'evoluzione dell'arte di Paolo Veronese, in quanto, «anche se non poteva valere a suscitare per sé stesso il genio di Paolo, come alcuni vorrebbero, certamente dovette compiacerlo».
Anche secondo Valerio Guazzoni, nel 1981, l'opera fa corpo con altri dipinti, in particolare quelli realizzati per la già citata chiesa di San Clemente, fondati su una spiritualità «un po' fragile, devotamente circonfusa dal pittore di morbide eleganze e languori crepuscolari». Il Guazzoni colloca inoltre il dipinto nella ripresa, da parte del Moretto, dei valori tardo gotici mediati soprattutto dall'aggiornamento dello schema della tavola centrale del polittico di sant'Orsola, opera quattrocentesca di Antonio Vivarini, alla base di altre produzioni del Moretto tra le quali, prime fra tutte, la Sant'Orsola e le vergini compagne sempre a San Clemente e l'analogo dipinto oggi alla Pinacoteca del Castello Sforzesco di Milano.